# Bettina Gugger
Bettina Gugger (* 1983 in Thun) ist eine Schweizer Schriftstellerin.

## Leben
Bettina Gugger wuchs in Amsoldingen im Kanton Bern auf. Sie studierte in Bern Germanistik und Theaterwissenschaften und absolvierte in Biel das Schweizerische Literaturinstitut. 
Von 2002 bis 2009 trat sie als Poetry-Slammerin und als Spoken-Word-Künstlerin im deutschsprachigen Raum auf. Gemeinsam mit This Mächler unterhielt sie das Elektro-Projekt «Bet-this-me» und für den Track Atemlos von Yapacc komponierte und sang sie die Vocals.
Sie lebt im Engadin.

## Werke
- Musen und Museen. Erzählungen. Verlag Büro für Problem, Basel 2013, DNB 1058722107.
- Wenn du nicht mehr lachst. Erzählungen. Hakuin-Verlag, Zürich 2016, ISBN 978-3-906870-00-7.[3]
- Ministerium der Liebe. short cuts. boox-verlag, Urnäsch 2018, ISBN 978-3-906037-46-2.
- Ministerium der Liebe (Hörbuch-CD). boox-verlag, Urnäsch 2019, ISBN 978-3-906037-53-0.
- Magnetfeld der Tauben. short cuts. boox-verlag, Urnäsch 2020, ISBN 978-3-906037-59-2.

- Kunst BERGen, Eine literarische Kunstreise, von Bettina Gugger, illustriert von Svenja Ganser, ISBN 9783906037776

## Auszeichnungen
- 2009: Thuner Kulturförderpreis[4]
- 2014: Prix Trouvaille Kanton Bern für Musen und Museen[5][1]
- 2016: Berner Schreibstipendium[6]
- 2018: Berner Literaturpreis für Ministerium der Liebe[7][1]